# Kristen Nygaard

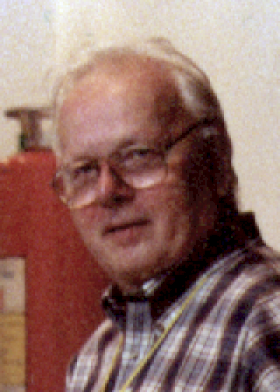
Kristen Nygaard um 1997

Kristen Nygaard (* 27. August 1926 in Oslo; † 10. August 2002 ebenda) war ein norwegischer Informatiker und ein Pionier auf dem Gebiet der Programmiersprachen.

## Leben
Nygaard verbrachte seine Jugend auf der Farm seines Onkels, wo er während der Kriegsjahre für das Überleben der Familie mitsorgen musste. Dennoch wurde er bereits mit 14 den Mitarbeitern des Instituts für Astrophysik der Universität Oslo vorgestellt. Er lernte dort den Mathematiker Jan V. Garwick kennen und studierte ab 1945 schließlich selbst Mathematik in Oslo, wo er 1956 seinen Candidatus-realium-Abschluss bekam. Der Titel seiner Abschlussarbeit lautete Theoretische Aspekte von Monte-Carlo-Methoden. Während des Studiums leistete er ab 1948 am Forsvarets forskningsinstitutt (FFI, Forschungsinstitut der norwegischen Streitkräfte) als Assistent von Jan V. Garwick in Vollzeit seinen Militärdienst ab, wo er Berechnungen zum Bau von Norwegens erstem Nuklearreaktor anstellte und als Leiter des Computing Office Betreuer von Ole-Johan Dahl war. Er blieb dort auch nach dem Abschluss und wurde 1957 Leiter der Abteilung Operations Research. 1959 war er Mitgründer des Norsk Operasjonsanalyseforening (Norwegischer Operations-Research-Verein) und blieb bis 1964 dessen erster Vorsitzender. 1960 wechselte er vom FFI an die Norsk Regnesentral (NR, Norwegisches Rechenzentrum) und wurde dort 1962 Forschungsdirektor mit der Aufgabe, ein Institut für Informatik, OR und angewandte Mathematik aufzubauen.
Zusammen mit Ole-Johan Dahl, den er 1963 ganz zum NR holte, entwickelte er zu Simulationszwecken von 1961 bis 1965 die erste objektorientierte Programmiersprache SIMULA und legte damit den Grundstein für die objektorientierte Programmierung (OOP).
1974 hielt Nygaard Vorlesungen zu Informatik und Gesellschaft an der Universität von Oslo. Er war Professor in Århus (1975/76) und erhielt später den Ruf an die Universität von Oslo (1977 bis 1996), wo er von 1984 bis 1985 das Informatik-Komitee leitete. 1987 war er Gastprofessor an der Stanford University, sowie Gastwissenschaftler im Xerox PARC und Berater von Apples Advanced Technology Group. Als Nachfolger von Simula entwickelte er mit anderen die Programmiersprachen Delta und Beta. 1984 verließ er die NR, wurde 1996 aber wieder dessen Mitglied. Ab 2001 war er auch für das neugegründete Simula Research Laboratory tätig.
Der norwegische König ernannte ihn und Ole-Johan Dahl 2000 zu Kommandeuren des Sankt-Olav-Ordens. Im November 2001 wurde er für seine Rolle bei der Entwicklung von OOP zusammen mit Dahl erst mit der IEEE John-von-Neumann-Medaille ausgezeichnet, im Februar 2002 mit dem ACM Turing Award, dem „Nobelpreis der Informatik“.
Er war ferner Mitglied der Norwegischen Akademie der Wissenschaften und Ehrenmitglied der Object Management Group und erhielt Ehrendoktortitel von der Universität Lund und dem Ålborg Universitetscenter.
Nygaard engagierte sich auch politisch, so war er Mitte bis Ende der 1960er Vorstandsmitglied und Strategieausschussvorsitzender der linken Partei Venstre, später in verschiedenen Ausschüssen der Arbeiderpartiet tätig, und ab 1988 führendes Mitglied der Kampagne Nei til EU, die Norwegens Beitritt zur Europäischen Union verhindern sollte. Norwegen stimmte 1994 in einer Volksabstimmung gegen den Beitritt zur EU. Nygaard förderte die IT-Kompetenz in Gewerkschaften, engagierte sich in Naturschutzorganisationen und vertrat Norwegen in Informationstechnologiefragen bei der OECD. 1990 erhielt Nygaard den Norbert Wiener Award for Social and Professional Responsibility.
Aus der Ehe mit seiner Frau Johanna (1951) gingen drei Kinder hervor.
Er starb in Oslo im Alter von 75 an einem Herzanfall. Wenige Wochen zuvor war auch sein Freund und Kollege Ole-Johan Dahl verstorben. Die Association Internationale pour les Technologies Objets vergibt in ihrem Andenken seit 2005 jährlich den Dahl-Nygaard-Preis.